# Marino Freistedt

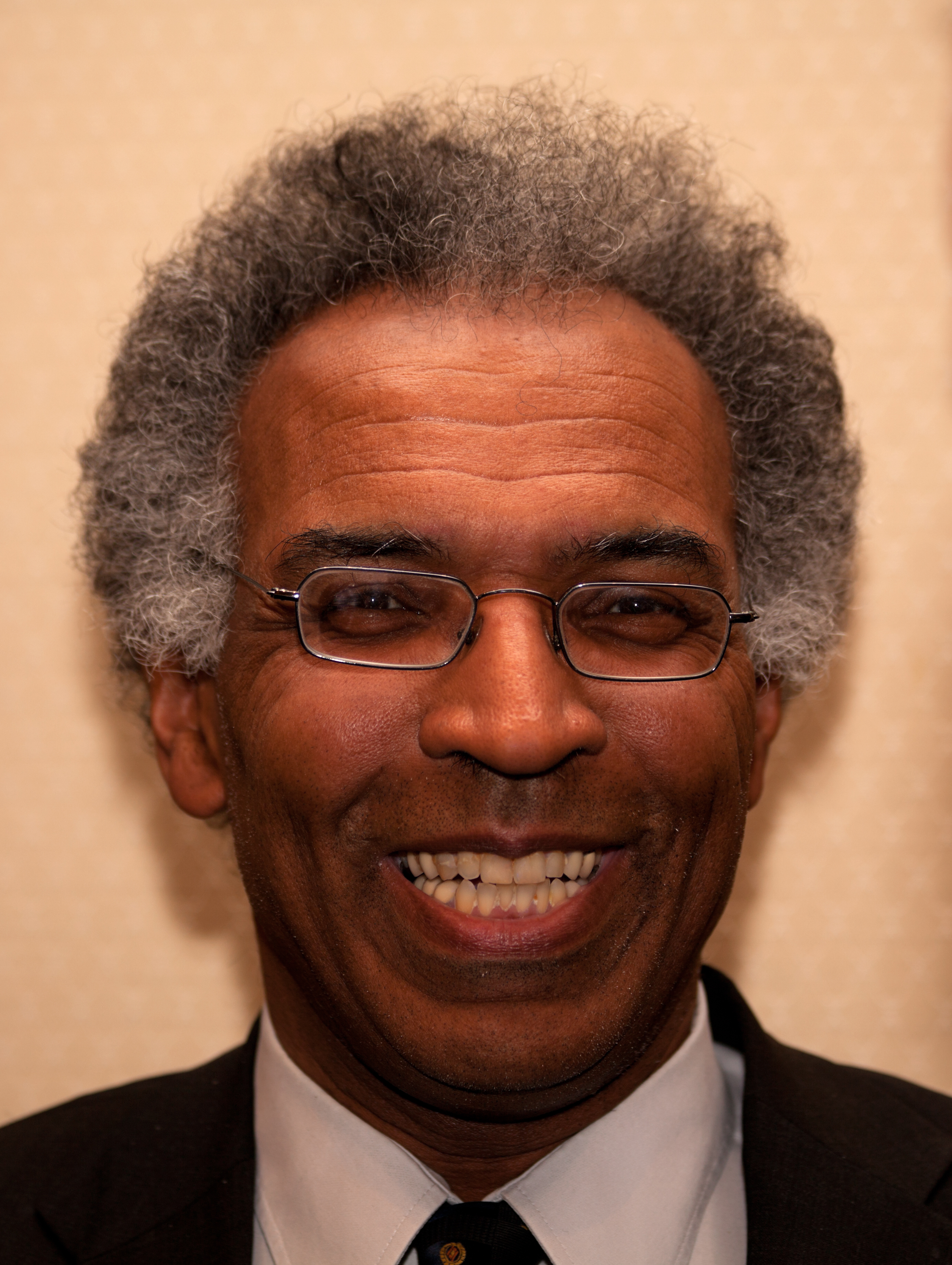
Marino Freistedt auf dem CDU-Parteitag, Juni 2011

Marino Freistedt (* 26. März 1954 in Watford, Großbritannien) ist ein deutscher Politiker (CDU) in Hamburg.

## Leben
Freistedt ist Sohn einer protestantischen Königsbergerin und eines Inders. Als Vierjähriger wurde er von dem katholischen Aachener Geistlichen Heinrich Freistedt (1903–1986, langjähriger Leiter der Katholischen Hochschule für Kirchenmusik St. Gregorius) an Kindes statt angenommen.
Nach dem Abitur am Aachener Kaiser-Karls-Gymnasium im Jahr 1974 studierte Freistedt Anglistik und Geschichte. Von 1983 bis 1991 war er Lehrer an dem katholischen Gymnasium Collegium Josephinum Bonn und Referent der Schulaufsicht im Bistum Aachen. Von 1998 bis 2004 war er Oberstudiendirektor an der Sankt-Ansgar-Schule (kath. Gymnasium Hamburg). Anschließend wurde er beim Verband der römisch-katholischen Kirchengemeinden Oberschulrat mit dem Arbeitsschwerpunkt der Qualitätssicherung im katholischen Schulwesen in Hamburg. Marino Freistedt ist mehrere Jahre lang zusätzlich noch Lehrer für Geschichte, Englisch  und Politik sowohl an der katholischen Franz-von-Assisi-Schule in Hamburg-Barmbek sowie am Niels-Stensen-Gymnasium in Hamburg-Harburg gewesen.
Seit 2011 arbeitet er auch als Schulinspektor für katholische Schulen, die sich der „Gemeinsamen Katholischen Schulinspektion“ (GKSI) angeschlossen haben. In der GKSI arbeiten Schulinspektorinnen und Schulinspektoren im Auftrag verschiedener katholischer Schulabteilungen in den Bistümern Dresden-Meißen, Erfurt und Magdeburg sowie der Bernostiftung aus Schwerin und dem Kath. Schulverband in Hamburg zusammen. Mehrere Jahre lang war er Herausgeber der im Forum-Verlag Herkert (Merching) erscheinenden Schriftenreihe „Qualitätsmanagement und Evaluation in der Schule“. Marino Freistedt war zeitweise der einzige Abgeordnete mit teilweise indischen Wurzeln in einem deutschen Landesparlament. Freistedt ist verheiratet und hat drei Kinder.

## Politik
Freistedt ist seit 1982 Mitglied der CDU. Von 1989 bis 1997 war er Mitglied im Rat der Stadt Aachen und vier Jahre lang stellvertretender Fraktionsvorsitzender der CDU-Fraktion. Dort war er auch Kollege des späteren Integrationsministers und NRW-Ministerpräsidenten Armin Laschet. Im Anschluss an seinen Umzug nach Hamburg war er von 1998 bis 2004 CDU-Deputierter in der Hamburger Schulbehörde. Er ist Mitglied im Vorstand des CDU-Ortsverbands Alstertal und leitet mit Manfred Schwarz den Landesfachausschuss „Bildung“ im CDU-Landesverband Hamburg. Von 2004 bis 2011 war er Mitglied der Bürgerschaft der Freien und Hansestadt Hamburg. Als Landtagsabgeordneter war er in der 18. Wahlperiode (2004 bis 2008) Mitglied des Schul-, des Sozial- und des Wissenschaftsausschusses. Darüber hinaus war er Mitglied der Enquete-Kommission „Schulentwicklung“, des Sonderausschusses „Vernachlässigte Kinder“ sowie des Parlamentarischen Untersuchungsausschusses „Geschlossene Unterbringung Feuerbergstraße“. Im Februar 2008 konnte er bei der Bürgerschaftswahl über den Wahlkreis Alstertal – Walddörfer erneut als Abgeordneter in die Hamburgische Bürgerschaft einziehen. Für seine Fraktion saß er in der  Wahlperiode 2008 bis 2011 wieder im Schul- sowie im Wissenschaftsausschuss und im Parlamentarischen Untersuchungsausschuss zur HSH-Nordbank. Zudem war er als Fachsprecher seiner Fraktion für die Bereiche Bildung und Schule tätig. Mit den vorgezogenen Neuwahlen zur Hamburger Bürgerschaft im Februar 2011 schied Freistedt aus der Bürgerschaft aus und ist seit Mai 2011 Mitglied der Schuldeputation in Hamburg. Marino Freistedt gehört als Beisitzer dem Vorstand der CDU-Alstertal an und von Dezember 2011 in der Nachfolge des CDU-Landesvorsitzenden und Bundestagsabgeordneten Marcus Weinberg neuer Vorsitzender der „Jürgen-Echternach-Stiftung für Bildung und Demokratie“. Im Februar 2014 gab er diese ehrenamtliche Arbeit auf. Nachfolger als Vorsitzender der Jürgen-Echternach-Stiftung wurde der ehemalige CDU-Bürgerschaftsabgeordnete Wolfgang Beuß.